# Джейкъб Морено
Джейкъб Леви Морено, още Якоб Морено (на английски: Jacob Levy Moreno) е американски психолог, основател на психодрамата и социометрията и пионер в груповата психотерапия.

## Биография
Роден е на 18 май 1889 година в Букурещ, Кралство Румъния, в семейство на сефарадски евреи от Отоманската империя. Бащата на Морено, Морено Нисим Леви (1856 – 1925) е от Плевен, бил е търговец, чиито родители на свой ред са се преселили в Плевен от Константинопол.
През 1895 г. семейството се мести от Букурещ във Виена (Австрия). Якоб завършва Виенския университет.
Морено разработва методология за социалната психология, наречена социометрия, и основава списание, носещо неговото име. Работи и за реформиране на затворите.
Психодрамата има своите корени в Театъра на спонтанността. Той се противопоставя на подхода на Фройд като изкуствен свят на сънища и думи, появяващи се в кабинетите. Вместо това Морено подчертава актовете или поведенията в естествена среда, включително методи за трениране на роли. Твърди, че със своята психодрама получава по-голям катарзис или емоционално облекчение, които поне отчасти решават психологическите проблеми, отколкото Фройд с разговорите си с клиента. За Морено действието е ключът към реализма.
Умира на 14 май 1974 година в Ню Йорк на 84-годишна възраст.